# 阿達納歐雅魚
阿達納歐雅魚（學名：Squalius adanaensis）為輻鰭魚綱鯉形目雅羅魚科的其中一種，分布於亞洲土耳其塞伊漢河下游的一條支流烏蘇爾格河流域，本魚體延長且側扁，頭部長度約為身體深度的1.2-1.3倍，上顎略突出於下顎，上唇薄，頭部後方的背部輪廓筆直或略微凸出，腹側輪廓比背部輪廓稍微凸出，尾鰭深分叉，側線有38-42個鱗片，背鰭軟條11枚、臀鰭軟條11枚，體長可達18公分，棲息在礫石底質、溫暖且快速流動的溪流，生活習性不明。